# Romuald Chałas

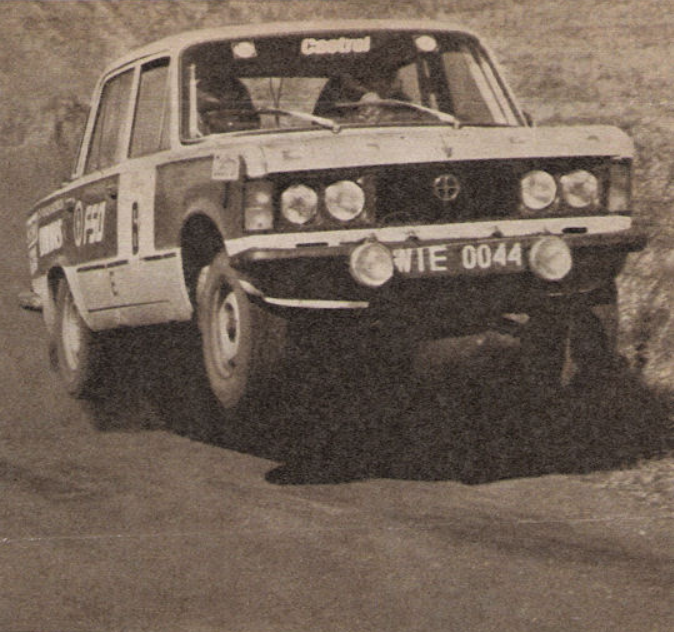
Romuald Chałas podczas rajdu w 1987

Romuald Tadeusz Chałas (ur. 16 czerwca 1953) – polski kierowca rajdowy, inżynier i przedsiębiorca, prezes Automobilklubu Polski.

## Życiorys
Ukończył technologię maszyn na Politechnice Świętokrzyskiej. Od końca lat 70. pracował jako inspektor w Polmozbycie. Od 1991 zatrudniony w grupie przedsiębiorstw Sobiesława Zasady. W 2000 został dyrektorem generalnym, a w 2003 wiceprezesem zarządu spółki akcyjnej AutoGuard. Od połowy lat 80. do połowy lat 90. był kierowcą rajdowym, uczestnikiem Rajdowych Samochodowych Mistrzostw Polski. Później został działaczem sportowym, w 2004 wybrano go na prezesa zarządu Automobilklubu Polski.

## Odznaczenia
W 2012, za wybitne zasługi w działalności na rzecz polskiej motoryzacji, został odznaczony przez prezydenta Bronisława Komorowskiego Krzyżem Kawalerskim Orderu Odrodzenia Polski. Wyróżniony też Brązowym (1999) i Złotym (2005) Krzyżem Zasługi.